# Звериная тропа (фильм, 1972)
«Звериная тропа» (нем. Wildwechsel, в русском переводе также «Малолетка», англоязычное название англ. Jail Bait) — немецкий цветной художественный телефильм 1972 года, снятый Райнером Вернером Фасбиндером по одноимённой пьесе Франца Ксавера Крёца (нем. Franz Xaver Kroetz).

## История
Фильм был снят в течение 14 дней в марте 1972 года, бюджет составил 550 тыс. немецких марок. Премьера состоялась 30 декабря 1972 года в Мюнхене.
Хотя «Звериная тропа» успела выйти и на телевизионные экраны, и в кинотеатрах ФРГ, она «остаётся единственным произведением выдающегося мастера кино, которое можно найти, к сожалению, лишь в плохом качестве», поскольку драматург Франц Ксавер Крёц, чья пьеса легла в основу картины, обозвал ленту «порнографией с социально-критическим налётом» (нем. Pornographie mit sozialkritischem Touch) и наложил запрет на какое-либо распространение этого фильма.
Юная актриса Эва Маттес, которой исполнилось только семнадцать лет, удостоилась за роль Ханни, а также за второплановую роль в фильме Фасбиндера «Горькие слёзы Петры фон Кант», Государственной премии (Deutscher Filmpreis).

## Сюжет
14-летняя, но выглядящая старше своих лет школьница Ханни, знакомится с парнем на мотоцикле, 19-летним Францем, который работает на куриной фабрике. У Ханни с Францем возникает связь, хотя оба они понимают, что это грозит им неприятностями. В результате через некоторое время об их отношениях становится известно, и Франца арестовывают. Родители Ханни в шоке, поскольку не могли предполагать такого развития события, и её отец Эрвин говорит жене, что теперь до достижения 20 лет он не позволит дочери иметь какие-либо отношения с мужчинами.
Франца осуждают на несколько месяцев тюрьмы, однако через полгода он выходит досрочно. Несмотря на то, что ему запрещено приближаться к Ханни, их связь возобновляется. Теперь они уединяются не на сеновале, как раньше, а в пустых загородных домиках. Родителям Ханни становится известно, что их дочь встречается с Францем, и отец грозится убить её, однако Ханни делает вид, что это была случайная встреча на улице, и она не собирается продолжать отношения. Через некоторое время Ханни понимает, что беременна. Хотя её родители не знают о возобновившейся связи, между собой они обсуждают, что на роль жениха их единственной дочери чернорабочий Франц никак не годится. Отец Ханни мечтает снова засадить Франца в тюрьму. Поняв, что пока отец жив, у неё не будет спокойной жизни, Ханни начинает подговаривать Франца сначала попугать, а затем убить её отца. Она сама достаёт пистолет и сообщает отцу, что Франц хочет увидеться с ним на лесопилке, чтобы извиниться. Молодые люди ждут Эрвина и, когда он приближается на велосипеде, Франц убивает его, выпустив всю обойму. Ханни не может скрыть свою радость.
Проходит несколько недель, труп отца находят, и вскоре Франца и Ханни арестовывают. Последняя сцена происходит в коридоре возле зала судебных заседаний, где идёт суд над Францем. Франц мельком видится с Ханни, которая сообщает ему, что у неё родился ребёнок-инвалид, который через две минуты умер. Она также говорит, что между ней и Францем не было настоящей любви. Франц возвращается в зал заседаний, Ханни в коридоре под наблюдением охранников играет в классики.

## В ролях
- Эва Маттес — Ханни Шнайдер
- Харри Бэр — Франц Бермайер
- Йорг фон Либенфельс — Эрвин Шнайдер, отец Ханны
- Рут Дрексель — Хильда Шнайдер, мать Ханны
- Рудольф Вальдемар Брем — Дитер
- Эль Хеди бен Салем — друг Франц
- Курт Рааб — директор фабрики
- Карл Шейдт — полицейский
- Клаус Лёвич — полицейский
- Марквард Бом — офицер полиции
- Ханна Шигулла — врач в тюрьме (эпизод)
- Ирм Херман — сотрудница в суде (эпизод)

## Отзывы
По мнению киноведа Сергея Кудрявцева, в фильме «Звериная тропа» Фассбиндеру «являлось действительно важным подчеркнуть, что даже в любовной истории, пусть и запретной, нарушающей все моральные нормы и правила приличия в обыденной жизни вполне заурядных людей, могут обнаружиться куда более опасные, прежде неведомые смыслы». Само название говорит о «подспудном проявлении неких животных инстинктов, которое поначалу выражалось в неудержимых сексуальных контактах, потом приобретает совсем уж жестокое выражение», причём «носительницей чего-то звериного и страшного оказывается, как ни парадоксально, прежде скромная и невинная девчушка, в коей пробуждаются, помимо энергии пола, ещё и агрессия своего рода хищницы».
Ксения Рождественская говорит о том, что фильм «выдаёт обойму любимых тем и образов режиссёра: зеркала и куклы, нагота и одежда, бойня и пивная, манипуляции и страх». Кадр часто строится так, что по разные сторону от невидимой линии находятся персонажи, которые относятся к «разным вселенным», например, Ханни и её отец или Ханни и Франц. Фирменный приём режиссёра — искусственность, таетрализованность действия: персонажи «проживают не жизнь, а сюжет», эмоции за них выражают то Бетховен, то песня Пола Анки «You Are My Destiny», и единственное проявление живого чувства — это «безумная, адреналиновая, звериная радость Ханни при виде мёртвого отца».